# Oscillatore Seiler
L'oscillatore Seiler è un Colpitts ad anodo/griglia comune in cui l'accoppiamento al risonatore parallelo avviene attraverso un piccolo condensatore.
Questo rende un'amplificazione di tensione e quadraticamente d'impedenza, questo porta una quantità irrisoria di energia trasferita al risonatore, incrementando al meglio l'accoppiamento LC (o quarzo) e riducendo quindi lo smorzamento a tutto vantaggio del Q, e la stabilità (persino migliore di quella dell'oscillatore Vackar) è altissima, ma il tempo di assestamento diventa lunghissimo.
Questa caratteristica rende il circuito poco adatto alle applicazioni radioamatoriali in CW con spegnimento dell'oscillatore, ma ne fanno un ottimo candidato per i riferimenti di precisione.
Questo oscillatore, per comportarsi al meglio delle sue possibilità, necessita di componentistica di altissima qualità e selezionata per compensare reciprocamente le derive.